# イヴァンテエフカ
座標: 北緯55度59分 東経37度56分 / 北緯55.983度 東経37.933度

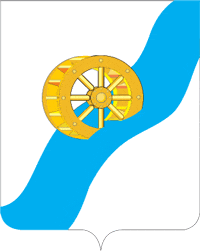
イヴァンテエフカの市章

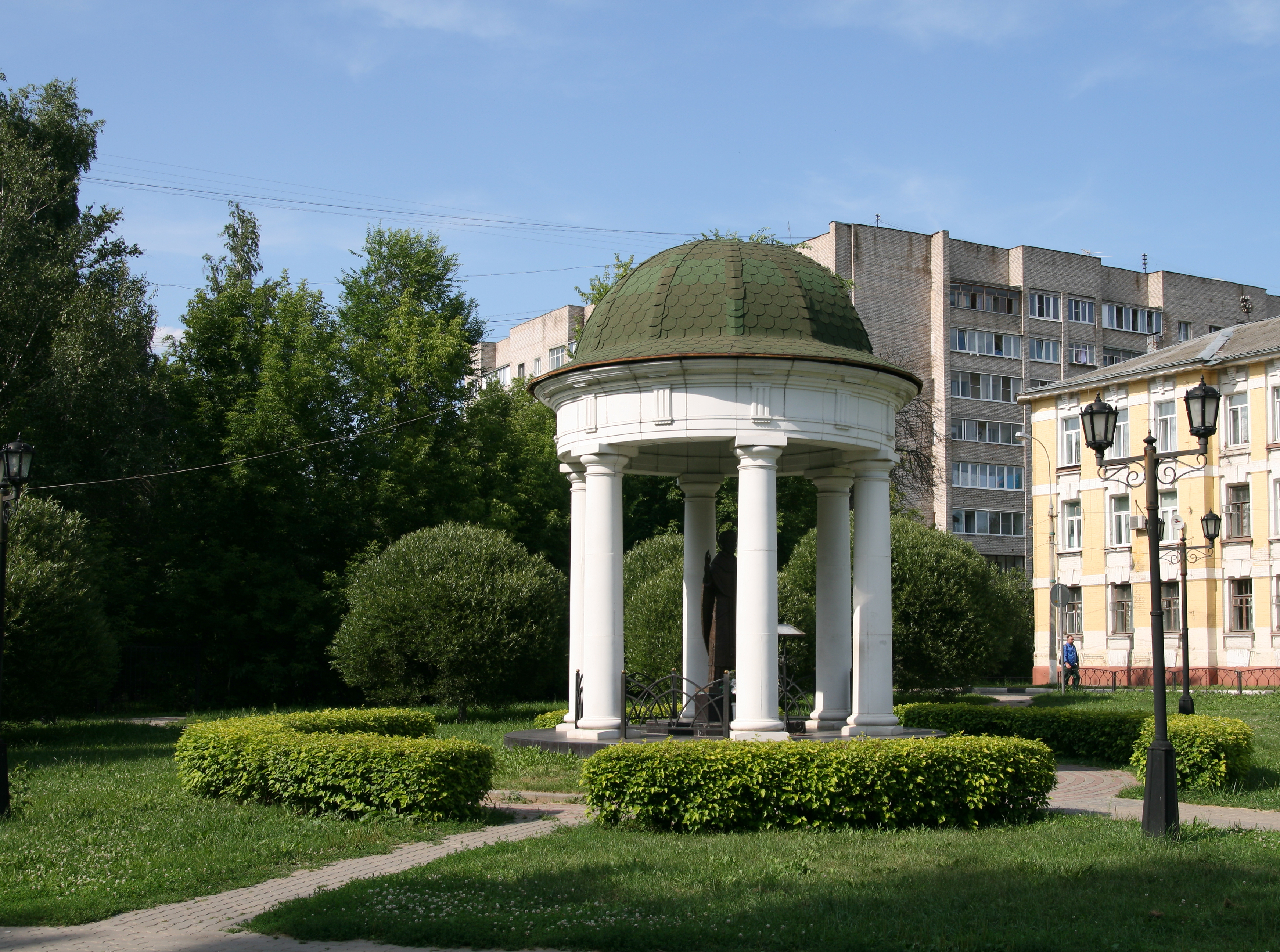

イヴァンテエフカ（Ивантеевка、Ivanteyevka）は、ロシアのモスクワ州にある都市。人口は8万2827人（2021年） 。モスクワの北東20kmに位置する。
イヴァンテエフカは1586年にVanteyevoとして建設され、至聖三者聖セルギイ大修道院の寺領に属していた。1938年には町に昇格した。